# 알리스 이사즈
알리스 이사즈(Alice Isaaz, 1991년 7월 26일 ~ )는 프랑스의 배우이다.

## 출연
- 원 와일드 모먼트 (2015)
- 엘르 (2016)